# Full Speed
"Full Speed" é o terceiro álbum de estúdio do cantor estadunidense Kid Ink. O álbum foi lançado em 30 de janeiro de 2015.

## Singles
"Body Language" foi lançado como primeiro single do disco em 9 de setembro de 2014. A faixa tem a participação do cantor de R&Bcompatriota Usher e vocais adicionais de Tinashe.
"Hotel" foi o segundo single do álbum, lançado em 9 de janeiro de 2015. O hit tem a participação do cantor Chris Brown

### Singles promocionais
"Cool Back" foi disponibilizada para Download em 16 de dezembro de 2014, no iTunes Store.
"Blunted" foi disponibilizada em 23 de dezembro de 2014.
"Like a Hott Boyy", que conta com vocais de Young Thug e Bricc Baby Shitro, foi lançada em 13 de janeiro de 2015.
"Be Real" tem a participação de Dej Loaf, foi lançada em 24 de janeiro de 2015.

## Faixas
| Full Speed — Versão padrão |                      |         |  |
| N.º                        | Título               | Duração |  |
| 1.                         | "What It Feels Like" | 2:13    |  |
| 2.                         | "Faster"             | 2:27    |  |
| 3.                         | "Dolo"               | 3:23    |  |
| 4.                         | "Body Language"      | 3:26    |  |
| 5.                         | "Hotel"              | 3:38    |  |
| 6.                         | "Cool Back"          | 3:02    |  |
| 7.                         | "Be Real"            | 3:26    |  |
| 8.                         | "Every City We Go"   | 3:52    |  |
| 9.                         | "Round Here"         | 3:05    |  |
| 10.                        | "About Mine"         | 3:41    |  |
| 11.                        | "Blunted"            | 3:40    |  |
| 12.                        | "Like a Hott Boyy"   | 4:15    |  |

| Full Speed — Edição de luxo (faixas bônus) |                   |         |  |
| N.º                                        | Título            | Duração |  |
| 13.                                        | "Show Must Go On" | 3:26    |  |
| 14.                                        | "Diamonds & Gold" | 3:24    |  |
| 15.                                        | "POV"             | 3:45    |  |

## Desempenho nas paradas
| Paradas (2015)                          | Melhor posição |
| --------------------------------------- | -------------- |
| Alemanha (Offizielle Deutsche Charts)   | 10             |
| Austrália (ARIA)                        | 15             |
| Bélgica (Ultratop Flandres)             | 119            |
| Bélgica (Ultratop Valônia)              | 116            |
| Canadá (Billboard)                      | 12             |
| Estados Unidos (Billboard 200)          | 14             |
| Estados Unidos (Top R&B/Hip Hop Albums) | 1              |
| Estados Unidos (Top Rap Albums)         | 1              |
| Nova Zelândia (RMNZ)                    | 24             |
| Países Baixos (Dutch Charts)            | 72             |
| Reino Unido (UK Albums Chart)           | 10             |

## Histórico de lançamento
| País           | Data                   | Formato             | Gravadora   | Ref.   |
| -------------- | ---------------------- | ------------------- | ----------- | ------ |
| Alemanha       | 30 de janeiro de 2015  | CD Digital download | RCA Records | [ 1 ]  |
| Irlanda        | 30 de janeiro de 2015  | CD Digital download | RCA Records | [ 1 ]  |
| Países Baixos  | 30 de janeiro de 2015  | CD Digital download | RCA Records | [ 18 ] |
| França         | 2 de fevereiro de 2015 | CD Digital download | RCA Records | [ 19 ] |
| Reino Unido    | 2 de fevereiro de 2015 | CD Digital download | RCA Records | [ 6 ]  |
| Itália         | 3 de fevereiro de 2015 | CD Digital download | RCA Records | [ 20 ] |
| Estados Unidos | 3 de fevereiro de 2015 | CD Digital download | RCA Records | [ 21 ] |
| Austrália      | 6 de fevereiro de 2015 | CD Digital download | RCA Records | [ 22 ] |